# Compsoctena cossinella
Compsoctena cossinella är en fjärilsart som beskrevs av Walker 1866. Compsoctena cossinella ingår i släktet Compsoctena och familjen Eriocottidae. Inga underarter finns listade i Catalogue of Life.